# Креспи, Марти Паскаль
Марти́ Креспи́ Паскуа́ль (исп. Martí Crespí Pascual; 15 июня 1987, Ла-Пуэбла, Испания) — испанский футболист, защитник клуба «Побленсе».

## Карьера
Воспитанник футбольной школы «Мальорки». Выступал во второй команде этого клуба, затем в «Гранаде 74», «Хересе», «Эльче», «Мальорке». Защищал цвета юношеских сборных Испании. В «Черноморце» — с 11 июля 2012 года. Отыграл за полгода всего три матча в Первенстве дублёров. 29 января 2013 года по обоюдному согласию контракт с «Черноморцем» был расторгнут.